# Eine-Seite-ein-Land-Aktionspartei
Die Eine-Seite-ein-Land-Aktionspartei (chinesisch 一邊一國行動黨, Pinyin Yī Biān Yī Guó Xíngdòng Dǎng, englisch Taiwan Action Party Alliance, TAPA) war eine 2019 in der Republik China (Taiwan) von Ex-Präsident Chen Shui-bian gegründete Kleinpartei.

## Geschichte
Am 25. Juli 2019 Juli kündigte der damals 68-jährige Ex-Präsident Chen Shui-bian in einer Facebook-Mitteilung an, dass er beabsichtige, eine neue Partei zu gründen, die sich für die Unabhängigkeit Taiwans einsetzen solle. Chen, der bis dahin der Demokratischen Fortschrittspartei (DPP) angehörte, war nach Ende seiner Präsidentschaft im Jahr 2008 wegen Korruption zu einer 19-jährigen Haftstrafe verurteilt worden, hatte aber im Jahr 2015 aus medizinischen Gründen Haftaussetzung gewährt bekommen. Seitdem war er parteipolitisch nicht mehr aktiv gewesen. Der Name der neuen Partei leitete sich von der Parole 一邊一國,  Yī Biān Yī Guó – „Eine Seite, ein Land“ ab, die von Chen während seiner Präsidentschaft geprägt worden war und mit der zum Ausdruck gebracht werden sollte, dass die Republik China (Taiwan) und die Volksrepublik China auf den beiden Seiten der Taiwanstraße zwei verschiedene Staaten seien. Am 18. August 2019 hielt die Partei in Taipeh ihre Gründungsversammlung ab und wählte Yang Qiwen (楊其文), einen Professor für Kunst und Architektur, zu ihrem ersten Vorsitzenden. Chen Shui-bian besuchte weder die Gründungsversammlung der Partei, noch ließ er sich in ein Parteiamt wählen, da er damit gegen die Auflagen verstoßen hätte unter denen er von der Haft befreit worden war. Auf dem Gründungstreffen wurde eine Videobotschaft Chens gezeigt und Yang bezeichnete Chen als den „geistigen Parteiführer“. Das proklamierte politische Haupt-Ziel der neuen Partei war es, aus Taiwan einen „normalen und unabhängigen Staat“ zu machen. Dazu gehöre auch eine Änderung des Staatsnamens von Republik China in Republik Taiwan. Die Partei kündigte an, bei der kommenden Wahl des Legislativ-Yuans mindestens 5 Prozent der Stimmen gewinnen zu wollen.
Bei der Gründungsveranstaltung der TAPA waren auch die Ex-Vizepräsidentin Annette Lu sowie der Ex-Premierminister You Si-kun (beide DPP) anwesend, die beide ihre Sympathie für das Ziel der Unabhängigkeit bekundeten, sich aber nicht der neuen Partei anschlossen. Am 20. November 2019 ließ sich Chen von der TAPA für einen Listenplatz bei der Legislativ-Yuan-Wahl nominieren. Daraufhin kündigte die Zentrale Wahlkommission an, dass sie die Rechtmäßigkeit der Nominierung überprüfen werde, da Personen mit Haftstrafen nicht als Kandidaten registriert werden dürften. Am 13. Dezember 2019 erklärte die Zentrale Wahlkommission die Teilnahme Chens als Kandidat bei der Wahl endgültig für unmöglich.